# 円周率の近似
本記事では、数学定数のひとつである円周率の近似（えんしゅうりつのきんじ）について詳述する。
円周率 π は無理数であるため、小数部分は循環せず無限に続く。さらに、円周率 π は超越数でもあるため、その連分数表示は循環しない。その近似値は何千年にも亘り世界中で計算されてきた。

## 紀元前5000年ごろ～紀元前3世紀ごろまで

### 古代の円周率
人類は少なくとも紀元前5000年ごろから、車輪のような円形の物体を使って重いものを運ぶなど、円を役立つ形として認識し、利用してきた。特に円に関して高い数学的知識を持っていたのが、現在のイラク南部に当たる地域に紀元前2500年ごろから住んでいたバビロニア人。彼らは、円の研究を進め、円周の長さが円の直径に比例すること、すなわち円周率の存在に気付いていた。

### 古代エジプトでの円周率
古代エジプト人は円周率を3.125とした。彼らの結論にたどり着くには、簡単な実験をするだけでよい。まず、ひもと木の棒2本を用意し、ひもの両端に木の棒をくくりつける。そして、コンパスのように円を描く。そのあと、そのままひもを定規の代わりにし、半径の何倍になる調べる。そうすると約6.25倍になることがわかる。あとは2で割ると直径の約3.125倍になることがわかる。
{\displaystyle \pi =3.125}

### 古代バビロニアでの円周率
古代バビロニア人は円周率を3.16049...とした。彼らの結論にたどり着く方法は、彼らが残した記録を見ることでわかる。
{\displaystyle \pi =3.16049\cdots }

## 紀元前3世紀～16世紀前半まで

### アルキメデスの手法
紀元前3世紀に入ると、円周率の真の値に限りなく近づくことができる画期的な方法を考え出した人が現れた。古代ギリシャの数学者で物理学者のアルキメデス。彼の考えだした方法は次の通り。
```
円に内接する正六角形の外周(=3)<直径1の円の外周(=π)<円に外接する正六角形の外周(=3.4661...)　　　　　　　　　　　　　　　　　　　　　　　　　　　　　　　　　　　この円に内接する正多角形と円に外接する正多角形の辺の数を無限に増やせば円周率が求められる。
```

| 人物                       | 時代               | 記録           |
| -------------------------- | ------------------ | -------------- |
| アルキメデス               | 紀元前287年～212年 | 小数点以下2桁  |
| 祖 沖之                    | 430年～501年       | 小数点以下7桁  |
| ルドルフ・ファン・ケーレン | 1540年～1610年     | 小数点以下35桁 |
| 関 孝和                    | 1642年～1708年     | 小数点以下10桁 |
| 建部 賢弘                  | 1664年～1739年     | 小数点以下40桁 |

アルキメデスの方法では正96角形を使って3.14までを決定しているがこれを見るとかなり精度が悪いことがわかる。また、東京大学の「{\displaystyle \pi >3.05}を示せ。」という問題も正8角形や正12角形を用いて示すことができる。また、周でなく面積でも求めることができるが、こちらの方が精度が悪く、面積を使って{\displaystyle \pi >3}を示すためには正12角形を用いる必要がある。{\displaystyle \pi >3.05}を示すためには正24角形などを用いる必要がある。

## 16世紀なかば～16世紀末まで

### ヴィエトの公式
{\displaystyle {\frac {2}{\pi }}=\prod _{n=1}^{\infty }\cos {\frac {90^{\circ }}{2^{n}}}={\sqrt {\frac {1}{2}}}{\sqrt {{\frac {1}{2}}+{\sqrt {\frac {1}{2}}}}}{\sqrt {{\frac {1}{2}}+{\sqrt {{\frac {1}{2}}+{\sqrt {\frac {1}{2}}}}}}}\cdots }
フランソワ・ビエトによる。アルキメデスの方法と本質的に同じで三角関数の半角の公式を用いて導出することができる。

### ウォリスの公式
{\displaystyle {\frac {\pi }{2}}={\frac {2\times 2\times 4\times 4\times 6\times 6\cdots }{1\times 3\times 3\times 5\times 5\times 7\cdots }}}
正弦関数の無限乗積展開を用いて導出することができる。

### π=41+123+225+⋯⋯+n2(2m+1)+⋯{\displaystyle \pi ={\cfrac {4}{1+{\cfrac {1^{2}}{3+{\cfrac {2^{2}}{5+{\cfrac {\cdots }{\cdots +{\cfrac {n^{2}}{(2m+1)+\cdots }}}}}}}}}}}
ウォリスの公式を変形することで導出できる。

## 17世紀～現代
17世紀からは無限級数(無限和)を使った円周率を求める方法が考え出された。

### 1.arctanを使った公式

#### マーダヴァ・グレゴリー・ライプニッツ(Madhava-Gregory-Leibniz)級数
ライプニッツはarctanのマクローリン展開
{\displaystyle \arctan {x}=\sum _{k=0}^{\infty }{\frac {x^{2k+1}}{2k+1}}=x-{\frac {x^{3}}{3}}+{\frac {x^{5}}{5}}-\cdots }
に{\displaystyle x=1}を代入し、
{\displaystyle \arctan {1}={\frac {\pi }{4}}={\frac {1}{1}}-{\frac {1}{3}}+{\frac {1}{5}}-{\frac {1}{7}}+{\frac {1}{9}}-{\frac {1}{11}}+{\frac {1}{13}}\cdots }
を得た(ライプニッツの公式)。
arctanのマクローリン展開はすでにマーダヴァが、ライプニッツの公式は独立にグレゴリーが発見していたため、マーダヴァ・グレゴリー・ライプニッツ級数と呼ばれるようになった。

#### マチン(Machin)の公式
ジョン・マチンはarctanのマクローリン展開から
{\displaystyle {\frac {\pi }{4}}=4\arctan {\frac {1}{5}}-\arctan {\frac {1}{239}}}
を得た。この公式は収束が速く、マチン自身も円周率を100桁求めている。また、ウィリアム・シャンクスは707桁目まで求めたが、その後{\displaystyle \arctan {\frac {1}{5}}}が527桁目までしか一致しておらず、正しかったのは527桁目までということがわかった。

#### クリンゲンシュティルナ(Klingenstierna)の公式
{\displaystyle {\frac {\pi }{4}}=8\arctan {\frac {1}{10}}-\arctan {\frac {1}{239}}-4\arctan {\frac {1}{515}}}

#### ガウス(Gauss)の公式
{\displaystyle {\frac {\pi }{4}}=12\arctan {\frac {1}{18}}+8\arctan {\frac {1}{57}}-\arctan {\frac {1}{239}}}

#### 高野喜久雄の公式
{\displaystyle {\frac {\pi }{4}}=12\arctan {\frac {1}{49}}+32\arctan {\frac {1}{57}}-5\arctan {\frac {1}{239}}+12\arctan {\frac {1}{110443}}}

#### オイラー(Euler)の公式
{\displaystyle {\frac {\pi }{4}}=\arctan {\frac {1}{2}}+\arctan {\frac {1}{3}}}
{\displaystyle {\frac {\pi }{4}}=5\arctan {\frac {1}{7}}+2\arctan {\frac {3}{79}}}
2つ目の公式はオイラー変換と呼ばれる変換でarctanを無限乗積展開すると{\displaystyle {\frac {2}{100}}}や{\displaystyle {\frac {3792}{100000}}}が現れるため、十進数での計算がしやすい。実際、オイラー自身もこの公式を使って1時間程度で20桁求めたといわれている。

#### ストーマー(Störmer)の公式
{\displaystyle {\frac {\pi }{4}}=6\arctan {\frac {1}{8}}+2\arctan {\frac {1}{57}}+\arctan {\frac {1}{239}}}
{\displaystyle {\frac {\pi }{4}}=44\arctan {\frac {1}{57}}+7\arctan {\frac {1}{239}}-12\arctan {\frac {1}{682}}+24\arctan {\frac {1}{12943}}}

#### ヴェガ(Vega)の公式
{\displaystyle {\frac {\pi }{4}}=2\arctan {\frac {1}{2}}-\arctan {\frac {1}{7}}}
{\displaystyle {\frac {\pi }{4}}=4\arctan {\frac {1}{5}}-2\arctan {\frac {1}{408}}+\arctan {\frac {1}{1393}}}

#### クラウゼン(Clausen)の公式
{\displaystyle {\frac {\pi }{4}}=2\arctan {\frac {1}{3}}+\arctan {\frac {1}{7}}}

#### ダース(Dahse)の公式
{\displaystyle {\frac {\pi }{4}}=\arctan {\frac {1}{2}}+\arctan {\frac {1}{5}}+\arctan {\frac {1}{8}}}

#### ラザフォード(Rutherford)の公式
{\displaystyle {\frac {\pi }{4}}=4\arctan {\frac {1}{5}}-\arctan {\frac {1}{70}}+\arctan {\frac {1}{99}}}

### 2.ラマヌジャン型公式…複雑だが、収束が速い公式

#### ラマヌジャン(Ramanujan)の公式
{\displaystyle {\frac {1}{\pi }}={\frac {2{\sqrt {2}}}{99^{2}}}\sum _{n=0}^{\infty }{\frac {(4n)!(1103+26390n)}{(4^{n}99^{n}n!)^{4}}}}
{\displaystyle {\frac {4}{\pi }}=\sum _{n=0}^{\infty }{\frac {{(-1)}^{n}(21460n+1123)(4n!)}{{882}^{2n+1}{(4^{n}n!)}^{4}}}}
この級数は1項ごとに約8桁ずつ正確な桁が増える。

#### チュドノフスキー(Chudnovsky)級数
{\displaystyle {\frac {1}{\pi }}=12\sum _{n=0}^{\infty }{\frac {{(-1)}^{n}(6n)!}{(3n)!{(n!)}^{3}}}{\frac {13591409+545140134n}{{640320}^{3n+{\frac {3}{2}}}}}}
この級数は1項ごとに約14桁ずつ正確な桁が増える。

### 3.反復公式

#### ガウス=ルジャンドルのアルゴリズム
「ガウス＝ルジャンドルのアルゴリズム」も参照
は2つの数値の算術幾何平均を求めるために、それぞれの数値を算術平均(相加平均)と幾何平均(相乗平均)で置き換えていくものである。

##### 初期値の設定
{\displaystyle a_{0}=1\qquad b_{0}={\frac {1}{\sqrt {2}}}\qquad t_{0}={\frac {1}{4}}\qquad p_{0}=1}

##### 反復式
a, b が希望する精度（桁数）になるまで以下の計算を繰り返す。小数第n位まで求めるとき　log2 n 回程度の反復でよい。
{\displaystyle {\begin{aligned}a_{n+1}&={\frac {a_{n}+b_{n}}{2}}\\b_{n+1}&={\sqrt {a_{n}b_{n}}}\\t_{n+1}&=t_{n}-p_{n}(a_{n}-a_{n+1})^{2}\\p_{n+1}&=2p_{n}\end{aligned}}}

##### πの算出
円周率 π は、a, b, t を用いて以下のように近似される。
{\displaystyle \pi \approx {\frac {(a+b)^{2}}{4t}}}
最初の3回の反復で得られる数値（最後の桁は真値とは異なる）は以下の通りである。
{\displaystyle 3.140\dots }　（小数点以下2桁目までが正しい）
{\displaystyle 3.14159264\dots }　（小数点以下7桁目までが正しい）
{\displaystyle 3.1415926535897932382\dots }（小数点以下18桁目までが正しい）
この計算過程は二次収束する。ガウス自身もこの式を用いて反復を4回まで行って12桁まで正しいことを確認したことが知られている。

## その他の近似方法
{\displaystyle \sin {x}<x<\tan {x}(0<x<{\frac {\pi }{2}})}
を用いる近似方法もある。例えば
{\displaystyle {\sqrt {\frac {1}{2}}}<{\frac {\pi }{4}}<1}
より
{\displaystyle 2{\sqrt {2}}<\pi <4}
がわかる。これで四角形の周を利用したものと同じ評価が得られた。

## 記録
Google社の岩尾エマはるかが2019年3月14日に円周率を31兆4159億2653万5897桁計算したと発表した。所要時間は約120日。岩尾エマはるかはその後100兆桁計算したと発表。さらに2024年3月、StorageReviewの編集者らが105兆桁まで計算した。所要時間は約70日。いずれもChudnovskyの公式が使われている。